# Szydłów (Tułowice)
 Szydłów (deutsch Schiedlow, 1936–1945 Goldmoor) ist ein Ort in der Stadt-und-Land-Gemeinde Tułowice (Tillowitz) im Powiat Opolski der polnischen Woiwodschaft Opole (Oppeln).

## Geographie

### Geographische Lage
Die Ortschaft Szydłów liegt sieben Kilometer östlich vom Gemeindesitz, der Stadt Tułowice, und etwa siebzehn Kilometer südwestlich der Woiwodschaftshauptstadt Oppeln. Szydłów liegt an der Bahnstrecke Opole–Nysa mit dem Bahnhof Szydłów. Szydłów liegt in der Nizina Śląska (Schlesische Tiefebene) innerhalb der Równina Niemodlińska (Falkenberger Ebene). Weiterhin beginnt am Bahnhof die heute stillgelegte Bahnstrecke Szydłów–Lipowa Śląska.
Das Dorf liegt innerhalb weitläufiger Waldgebiete, die zum Forst Tułowice gehören.

### Nachbarorte
Westlich des Dorfes liegt Skarbiszowice (dt. Seifersdorf) sowie nordwestlich Grodziec (Groditz).

## Geschichte

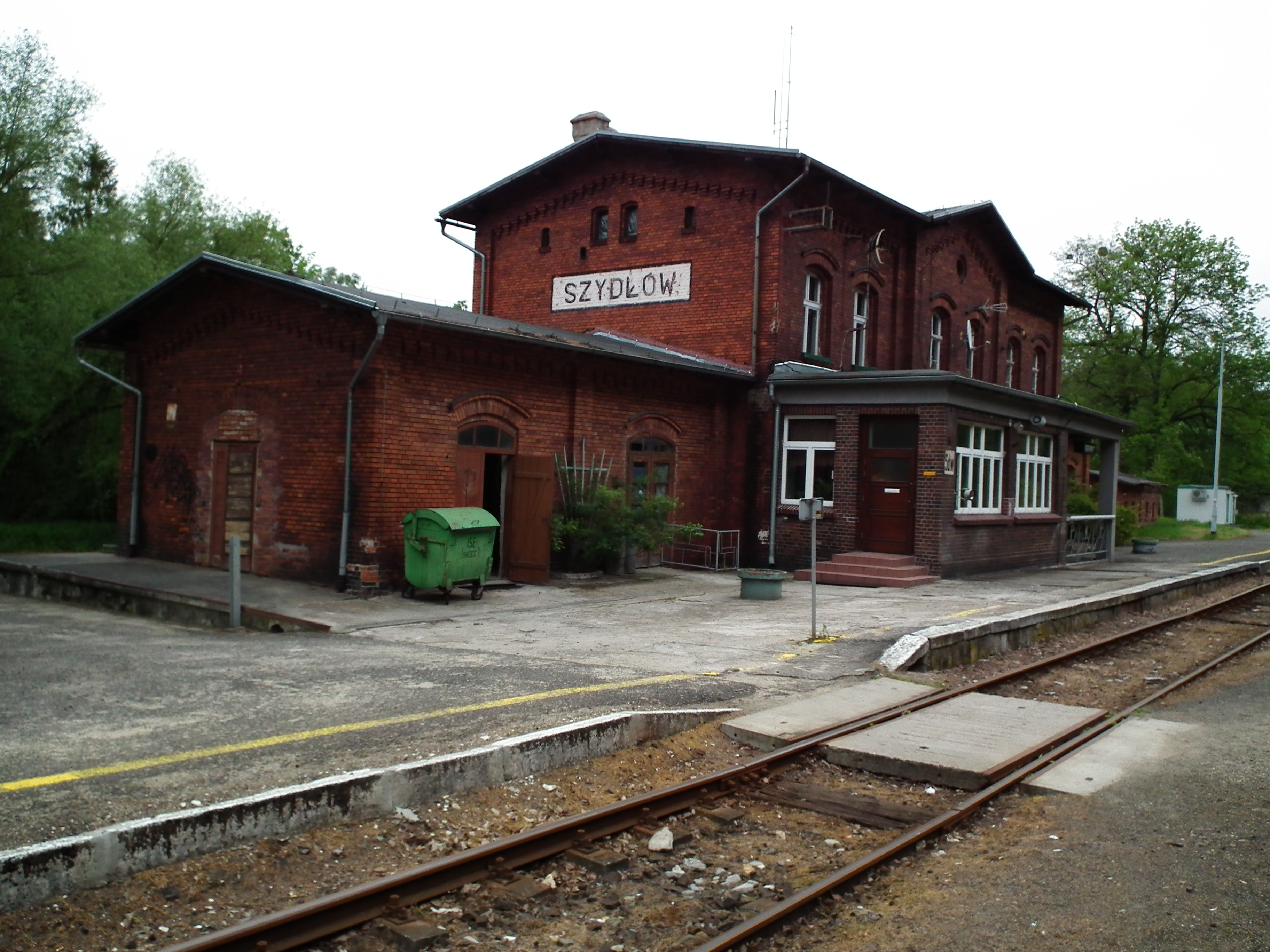
Bahnhof Szydłów

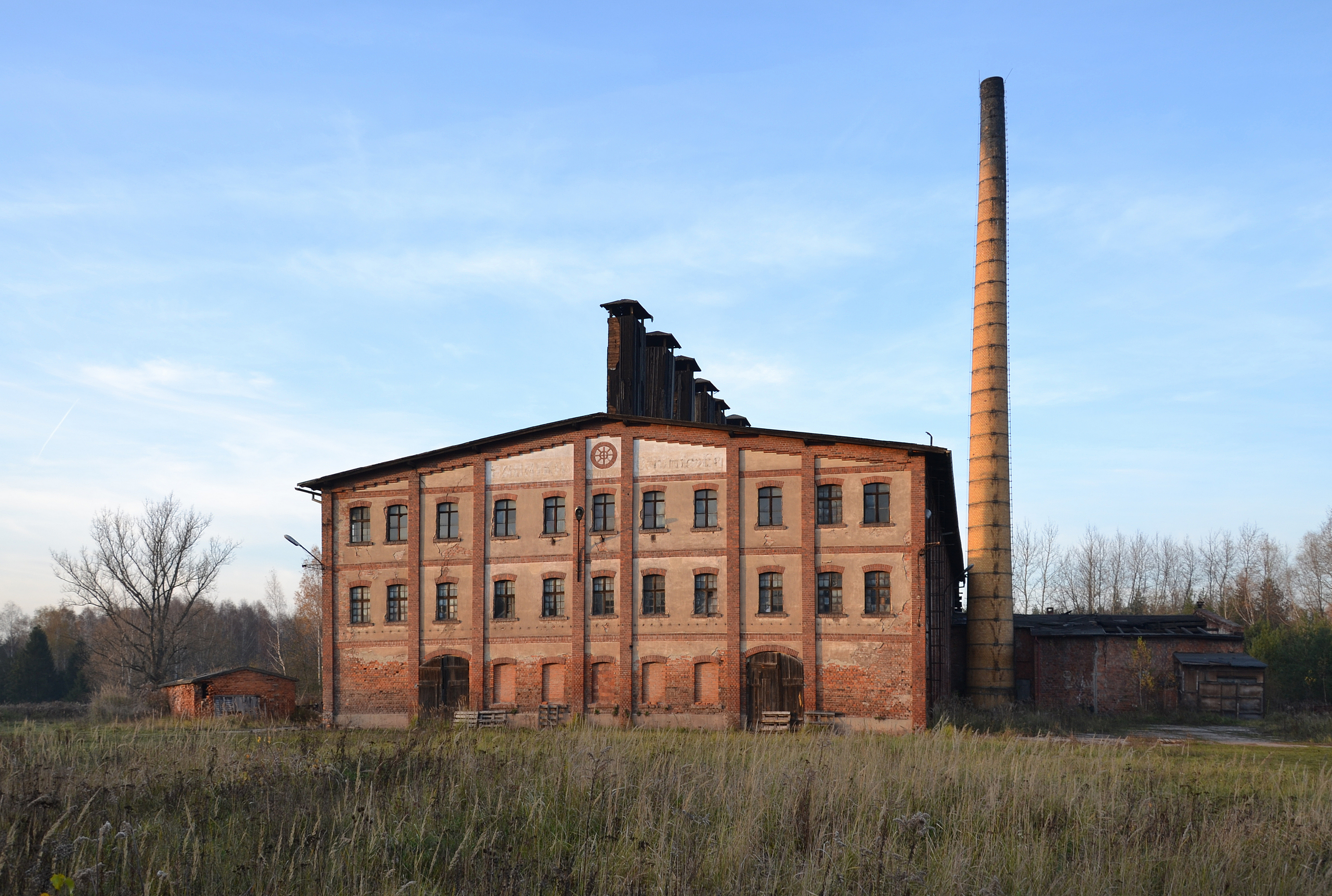
Ehemaliges Fabrikgebäudes der Thalers Dachsteinfabrik

1379 wurde das Dorf erstmals als Schidlaw erwähnt. 1534 erfolgte eine weitere Erwähnung als Schidli. 1831 wurde im Dorf eine katholische Schule eingerichtet.
Nach dem Ersten Schlesischen Krieg 1742 fiel Schiedlow mit dem größten Teil Schlesiens an Preußen. 1783 zählte das Dorf 17 Gärtner- und drei Häuslerstellen sowie 86 Einwohner.
Nach der Neuorganisation der Provinz Schlesien gehörte die Landgemeinde Schiedlow ab 1816 zum Landkreis Falkenberg O.S. im Regierungsbezirk Oppeln. 1830 wurde im Ort eine katholische Schule eingerichtet. 1845 bestand das Dorf aus 65 Häusern, und einer katholischen Schule und einem Vorwerk. Im gleichen Jahr lebten in Schiedlow 400 Menschen, davon 12 evangelisch. 1855 lebten 456 Menschen im Ort. 1865 zählte das Dorf 29 Gärtner- und 16 Häuslerstellen sowie 389 Einwohner. Die einklassige katholische Schule wurde im gleichen Jahr von 90 Kindern besucht. 1874 wurde der Amtsbezirk Tillowitz gegründet, welcher aus den Landgemeinden Baumgarten, Ellguth-Tillowitz, Michelsdorf, Schedliske, Schiedlow, Seifersdorf, Tillowitz und Weiderwitz und den Gutsbezirken Baumgarten, Ellguth-Tillowitz, Schedliske, Schiedlow, Seifersdorf, Tillowitz und Weiderwitz bestand. 1885 zählte Schiedlow 410 Einwohner. 1887 richteten die Preußischen Staatseisenbahnen eine Eisenbahnverbindung von Oppeln über Schiedlow nach Neisse mit Abzweig in Schiedlow nach Deutsch-Leippe ein.
1933 lebten in Schiedlow 893 Einwohner. Zum 10. Juni 1936 wurde das Dorf in Goldmoor umbenannt. 1939 lebten wiederum 921 Menschen im Dorf. Bis 1945 befand sich der Ort im Landkreis Falkenberg O.S.
Die Rote Armee rückte am 18. März 1945 in Goldmoor ein. Bei Kampfhandlungen wurden 14 Häuser zerstört. Danach kam der bisher deutsche Ort Goldmoor an Polen und wurde in Szydłów umbenannt und der Woiwodschaft Schlesien angeschlossen. Die verbliebene deutsche Bevölkerung wurde am 19. Oktober 1945 ins Internierungslager Lamsdorf getrieben. Ca. 100 Dorfbewohner kamen dort ums Leben. Die restliche deutsche Bevölkerung wurde im Juni 1946 vertrieben. 1950 kam der Ort zur Woiwodschaft Opole und 1999 zum Powiat Opolski.

## Sehenswürdigkeiten
- Kirche St. Josef – 1913 im barocken Stil erbaut[8]
- Werksgebäude der ehemaligen Thalers Ofen-, Thon-, Chamotten-, Ziegel- und Dachsteinwerke nordwestlich des Ortskerns
- Empfangsgebäude des Bahnhofes aus Backstein  – 1887 erbaut[9]